# Як-18
Як-18 (по кодификации НАТО: Max) — советский учебно-тренировочный самолёт, пришедший на смену самолёту УТ-2 в ВВС, гражданской авиации и авиаклубах в качестве основного самолёта первоначального обучения. Стал родоначальником обширного семейства различных самолётов, включая четырёхместный Як-18Т.

## История

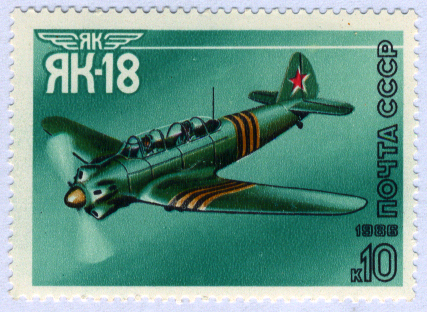
Советская почтовая марка 1986 года с изображением Як-18

В 1945 году ОКБ А. С. Яковлева получило задание на разработку лёгкого самолёта для первоначального обучения пилотов. Прародителем Як-18 можно считать самолёт УТ-2, который был также сконструирован в ОКБ Яковлева, впоследствии (в 1940-х годах) модернизирован и получил название УТ-2Л. Многие наработки, применённые в этой модернизированной модели, были перенесены в создаваемый Як-18. Внешне Як-18 выглядел очень похожим на УТ-2Л, но каркас у нового самолёта был дюралевый, а не деревянный, значит самолёт мог выдержать многолетнюю интенсивную эксплуатацию.
Ведущим инженером проекта Як-18 был назначен К. В. Синельщиков, задание на проектирование было получено от главного конструктора А. С. Яковлева 10 декабря 1945 года.
Як-18 проектировался в двух модификациях. Первая предназначалась для высшего пилотажа, а вторая для маршрутных полётов и отработки штурманских навыков. Изначально стали изготавливать два прототипа — облегчённый Як-18-1 и более тяжёлый Як-18-2, на который установили комплект съёмного приборного оборудования.
Первый полёт Як-18 совершил 6 мая 1946 года, поднял в небо лётчик-испытатель Г. С. Климушкин.
По технике пилотирования самолёты практически не отличались друг от друга, несмотря на то, что Як-18-1 был легче Як-18-2 почти на 100 кг.
По результатам заводских испытаний самолёт получил высокую оценку и только одно серьёзное замечание — неудовлетворительная работа воздушного винта. На государственные испытания самолёт был представлен уже с новым винтом изменяемого шага ВИШ-327ЕВ-149 конструкции Г. М. Заславского и С. Ш. Бас-Дубова. Госкомиссия НИИ ВВС положительно оценила Як-18 как самолёт первоначального обучения лётчиков, и отметила, что он во всех отношениях значительно превосходит УТ-2. После устранения замечаний Як-18 был принят на вооружение ВВС и в марте 1947 г. рекомендован к серийному производству.
Развернуть производство было поручено трём заводам: ленинградскому № 272 (головной), харьковскому № 135 и № 116 в Семёновке (с 1952 г. город Арсеньев). При этом завод № 272 должен был не только дать первые серийные машины уже в мае 1947 г., но и самостоятельно разработать технологическую документацию и оснастку и обеспечить ими два других завода. В 1947 году удалось построить только 5 самолётов в Ленинграде и один в Харькове (1-2 % от плана), а в 1948—116 машин на трёх заводах вместо 625 по плану. В феврале 1949 г. заводу № 272 поручили производство Як-11 и снизили план по Як-18. Основную часть программы возложили на ХАЗ (завод № 135). Больше года ушло на преодоление технологических проблем, и только с 1949 г. завод преодолел отставание от планового задания. В 1950 г. ХАЗ, построив в общей сложности 407 Як-18, перешёл на выпуск МиГ-15УТИ. Завод № 116 приступил к производству последним, и осваивал его ещё труднее, поскольку раньше выпускал только цельнодеревянные самолёты. С 1950 г. завод № 116 остался единственным производителем Як-18 и в итоге построил их более 3 тысяч.

## Конструкция

Як-18 (серийный с М-11ФР)

Як-18 — одномоторный двухместный цельнометаллический свободнонесущий низкоплан с убирающимся шасси и закрытой кабиной. Основные конструкционные материалы, используемые в конструкции планера — дюралюминий Д-16Т и сталь 30ХГСА, обшивка — листовой дюралюминий Д-16А и авиационное полотно АМ-100.
Фюзеляж — состоит из силового каркаса и лёгкой внешней опалубки. Каркас прямоугольная пространственная ферма, сваренная из стальных труб. Силовой набор каркаса образован четырьмя лонжеронами соединённых между собой десятью рамными шпангоутами и системой подкосов. Опалубка состоит из панелей обшивки, продольных стрингеров и поперечных дужек хвостовой части, противопожарной перегородки, зализов крыла и оперения. Все элементы выполнены из дюралюминия. Для доступа к оборудованию кабин и радиооборудованию, боковые панели носовой части фюзеляжа выполнены открываемыми. Боковины и днище хвостовой части обшиты полотном.
Кабина экипажа — кабина курсанта и инструктора закрыты общим фонарём, состоящим из козырька, средней части, заднего обтекателя и двух сдвижных крышек. Крышки сдвигаются назад по направляющим и фиксируются пружинными замками в трёх положениях. Фонарь изготовлен из оргстекла. Кабины оборудованы системой обогрева и вентиляции. Сиденья лётчиков алюминиевые регулируемые по высоте и укомплектованы парашютами.
Крыло — трёхсекционное, двухлонжеронное состоит из центроплана и двух отъёмных консолей. Консоли в плане имеют трапециевидную форму с закруглёнными законцовками, а центроплан прямоугольную. Центроплан цельнометаллический, клёпанный с дюралевой обшивкой. Силовой набор центроплана два лонжерона, восемь нервюр и стрингера. В вырезы нервюр вписаны топливные баки. Для доступа в отсеки баков нижние обшивки под топливными баками выполнены съёмными. На третьей и четвёртой нервюрах установлены кронштейны навески основных опор шасси. Консоли крыла ферменной конструкции с жёстким носком и полотняной обшивкой. В носке левой консоли размещены посадочная и рулёжный фары.
Механизация крыла — элероны и посадочные щитки. Элероны щелевого типа с осевой и аэродинамической компенсацией. Каркас элеронов металлический, обшивка полотняная. Элероны подвешиваются к заднему лонжерону крыла на двух шарнирах. Дюралюминиевый посадочный щиток расположен по всему размаху центроплана и шарнирно закреплён на нижнем поясе заднего лонжерона.
Хвостовое оперение — подкосно-расчалочного типа. Конструкция киля и стабилизатора аналогична — двухлонжеронный дюралюминиевый каркас, носок и законцовка, обтянутая полотном. Рули высоты и направления имеют металлический каркас обшивка полотно. Руль высоты оснащён двумя управляемыми триммерами, а руль направления триммерной пластиной. Подкосы стабилизатора изготовлены из дюралюминиевой каплевидный трубы.
Шасси Як-18 — двухопорное с хвостовым колесом. Стойки шасси поджимаются к крылу назад вдоль хорды крыла, при этом колёса почти полностью остаются снаружи. Благодаря этому аварийная посадка «на брюхо» несколько менее опасна, чем при полностью убирающемся шасси. Шасси Як-18А выполнено по трёхопорной схеме с передним расположением третьей опоры. Все опоры одноколёсные. Колёса основных опор оснащены камерными тормозами. Колесо передней опоры нетормозное самоориентирующееся. Амортизация опор жидкостно-газовая. Колёса убранного шасси также почти полностью остаются снаружи. Передняя опора установлена в носовой части фюзеляжа и убирается в полёте в фюзеляж назад по потоку. Основные опоры установлены в центроплане и убираются вдоль хорды крыла вперёд. Уборка и выпуск шасси, а также торможение колёс осуществляется от воздушной системы.
Силовая установка (Як-18) — четырёхтактный пятицилиндровый радиальный двигатель воздушного охлаждения М-11ФР, мощностью 160 л. с. Воздушный винт двухлопастный тянущий с изменяемым шагом. Диаметр винта 2,4 м. Двигатель на самолёте закрывается съёмным капотом. На входе в капот установлены управляемые жалюзи, обеспечивающие необходимый температурный режим двигателю. Топливо на самолёте размещено в двух основных баках ёмкостью по 95 литров каждый, расположенных в центроплане, и в расходном баке ёмкостью 3,5 литра.
Запуск двигателя, уборка и выпуск шасси, управление посадочным щитком и тормозами колёс осуществляются от основной воздушной системы самолёта. Запас сжатого воздуха размещён в двух основных баллонах ёмкостью по 12 литров и в баллоне аварийной системы ёмкостью 3,0 литра. Проводка управления силовой установкой выполнена тягами полужёсткого типа с шаровыми и вильчатыми наконечниками.

## Модификации

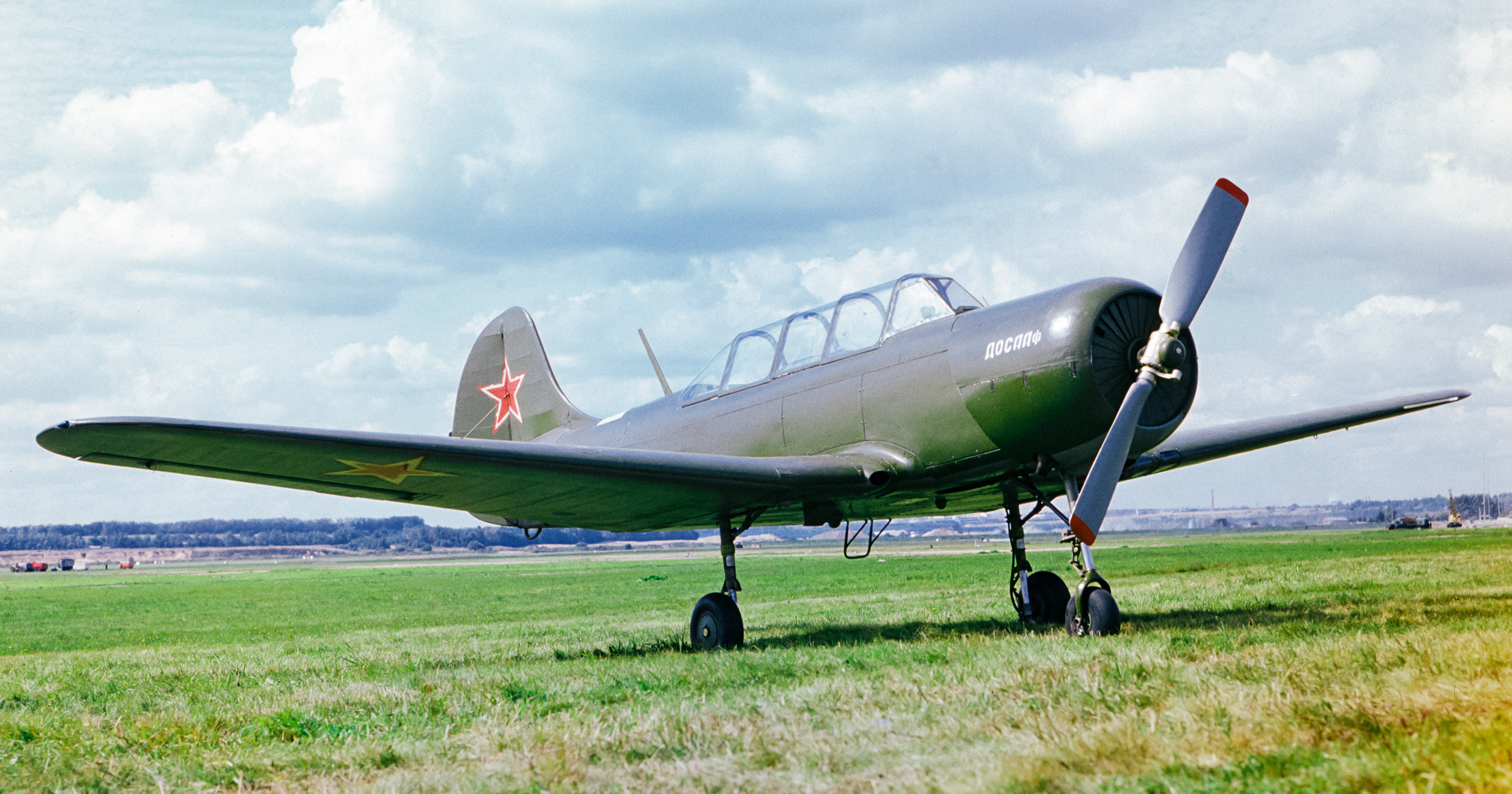
Як-18А

| Название модели          | Краткие характеристики, отличия. |
| ------------------------ | --- |
| Як-18, Як-18-2           | Опытные образцы 1946 года с моторами М-11ФР (М-12) и М-11ФР-1 соответственно. |
| Як-18 серийный (1947 г.) | Идентичен опытному Як-18-2, то есть с двигателем М-11ФР-1 и хвостовым колесом. Многократно модернизировался (двигатель заменён на М-11ФР, ставились другие винты, менялось радиооборудование и навигационные приборы и т. д.). Строили Як-18 заводы № 272 (Ленинградский авиационный завод), 135 (Харьковский авиационный завод, выпущено 408 шт.), 116 (Арсеньевский авиазавод). Головной завод по производству — № 272. С февраля 1949 года головным заводом стал 116-й, так как 272-й завод получил план по выпуску самолётов Як-11. По общему количеству построенных серийных Як-18 есть большие разночтения, разные источники называют цифру от 3752 до 4830. |
| Як-18                    | На неубираемом лыжном шасси, переделанные из серийных самолётов, испытывались в 1947 и 1949 году. |
| Як-18 с М-12             | Переделан в 1949 году в Харькове из серийного Як-18. Установлен двигатель М-12 в 190 л. с. с цилиндрическим капотом вместо индивидуальных обтекателей цилиндров. В ноябре 1950 г. самолёт прошёл лётные испытания, признанные успешными. Лётные характеристики значительно улучшились. Работы по Як-18/М-12 прекратились в 1951 г. с появлением более мощного мотора АИ-14Р. Сам самолёт впоследствии использовали для экспериментов с неубираемым трёхстоечным шасси (с носовым колесом). |
| Як-18У                   | Первый серийный вариант с носовым колесом. Первый экземпляр переделан из серийного Як-18 в 1951 г., прошёл лётные испытания на заводе в сентябре-декабре того же года, а в январе-феврале 1952 — испытания в НИИ ВВС. Носовая стойка убирается назад, основные — поджимаются к крылу вперёд. Масса самолёта выросла, лётные характеристики несколько ухудшились. В 1954 г. построена первая партия из 20 машин и состоялись войсковые испытания. По их результатам отмечалось, что с Як-18У курсантов можно было бы пересаживать сразу на боевые истребители, минуя этап промежуточного обучения на Як-11. С января 1955 завод № 116 перешёл на серийный выпуск Як-18У. Производство продолжалось до 1957 г., всего построено 960 машин. |
| Як-18А                   | Третья основная серийная модификация, качественно улучшенная за счёт намного более мощного двигателя. Первый образец получен установкой на серийный Як-18У двигателя АИ-14Р мощностью 220 (впоследствии 260) л. с. с новым винтом. Работы начались в 1956 г. Самолёт сначала назывался «модифицированный Як-18У», затем Як-20 (не путать с опытным Як-20 1949 г.), а с 1957 г. Як-18А. Конструкцию Як-18У пришлось значительно переделать под более тяжёлый 9-цилиндровый двигатель. Внесено много изменений в планёр, систему управления, кабину. Полностью заменено навигационное и радиооборудование. Пилотажные свойства самолёта резко улучшились по сравнению с Як-18У, несмотря на значительное увеличение полётной массы (так, Як-18А стал способен выполнять управляемую бочку). Заводские испытания первого образца в октябре 1956 г., государственные — в феврале-марте 1957. Второй, доработанный образец прошёл госиспытания в августе-октябре 1957 г. Первый серийный самолёт построен в конце 1957 г. Производство продолжалось до 1960 (по некоторым данным — до 1964) года, построено до 950 машин. В процессе серийного производства Як-18А не подвергался каким-либо существенным изменениям. В 1964 г. самолёту был установлен ресурс 3000 лётных часов или 15 лет службы. |
| Як-18П                   | Одноместный пилотажный самолёт на базе Як-18А. Построен в 1957 г., сначала назывался Як-18АП. Шасси полностью убирающееся, причём основные стойки убираются в крыло вдоль размаха по направлению к фюзеляжу. Строился серийно, советские спортсмены выступали на нём на соревнованиях, в том числе международных. В дальнейшем с учётом опыта Як-18П появились одноместные Як-18ПМ и Як-18ПС, уже значительно отличавшиеся от базовой модели. |
| Як-18Т (1951 г.)         | Як-18У, оснащённый дополнительным оборудованием, позволявшим выполнять полёты в сложных метеоусловиях и обучение слепой посадке. Масса самолёта значительно увеличилась и ЛТХ неприемлемо снизились. Серийно не строился, название Як-18Т в 1967 г. перешло к совершенно другому самолёту. |

## Эксплуатация
С 1950 года на Як-18 проходили обучение почти все будущие лётчики советских ВВС, пилоты ГВФ и аэроклубов ДОСААФ. В первую очередь эти самолёты поступили в военные лётные училища. В течение 20 лет Як-18 был участником различных лётных соревнований проводившихся по всему Советскому Союзу. Соревнования включали такие элементы, как высший пилотаж, полёты по маршруту и точность приземления. На счёту Як-18 числятся девять мировых авиационных рекордов в своём классе, установленных в 1949—1951 годах.

## Операторы
- Молдова — 1 Як-18 в ВВС на 2016 год[5]
- Лаос — 8 Як-18 в ВВС на 2016 год[6]
- Египет — Як-18А

## Технические характеристики
Як-18 1947 года
- Размах крыла — 10,6 м
- Длина самолёта — 8,03 м
- Площадь крыла — 17,8 м²
- Масса пустого самолёта − 769 кг
- Максимальная взлётная масса — 1085 кг
- Тип двигателя — поршневой М-11ФР
- Мощность — 160 л. с.
- Максимальная скорость — 250 км/ч
- Крейсерская скорость — 205 км/ч
- Практическая дальность — 1080 км
- Практический потолок — 6000 м
- Экипаж — 2 чел.

Як-18А
- Размах крыла — 10,6 м
- Длина самолёта — 8,18 м
- Площадь крыла — 17,8 м²
- Масса пустого самолёта − 1025 кг
- Максимальная взлётная масса — 1316 кг
- Тип двигателя — поршневой АИ-14Р
- Мощность — 260 л. с.
- Максимальная скорость — 263 км/ч
- Крейсерская скорость — 215 км/ч
- Практическая дальность — 725 км
- Практический потолок — 5000 м
- Экипаж — 2 чел.

## Факты
- На самолёте Як-18 в июле 1955 года первый раз поднялся самостоятельно в небо Юрий Гагарин[4][7].
- Як-18 и его одноместные модификации исполняли роль советских истребителей в ряде фильмов о войне, в том числе «Освобождение» и «В бой идут одни „старики“»[8].